# 황애덕
황애덕(黃愛德, 1892년 4월 19일~1971년 8월 24일)은 한국의 독립운동가, 여성운동가이다. 본관은 제안(齊安). 평안남도 평양 출신이다.
이름은 '에스터(Esther)'를 음차한 것이라 황애시덕(黃愛施德), 황에스더로도 불린다. 여성운동가 황신덕은 그의 여동생이며, 일설에는 그의 언니라고도 한다.
이화학당을 졸업하고 평양의 숭의여학교 교사로 근무하면서 1913년 비밀결사 송죽회를 구성해 운영했다. 도쿄에 유학 중 2·8 독립 선언에 참가했고, 3·1 운동에 참여했으며 파리강화회의 대표 파견을 위한 자금 마련을 위해 국내에 잠입하여 활동했다. 이후 3·1 운동 가담 혐의로 체포되었다가 풀려난 뒤 김마리아와 대한애국부인회(大韓愛國婦人會)를 조직, 전국에 지부를 확장하여 독립 군자금을 모아 상하이 임시정부를 지원했다. 그해 12월 조직이 적발되어 징역 3년형을 선고받아 복역하던 중 2년만에 가석방되었다.
이후 이후 뉴욕으로 유학하여 김마리아, 박인덕 등과 함께 근화회를 조직해 활동했고, 귀국한 뒤로는 경성여자소비조합을 결성했다. 광복 후 우익 정치인으로 활동했고, 미국으로 건너갔을 때는 6.25 전쟁의 구호 물품을 조달하여 대한민국으로 보내주었다. 휴전 후 귀국하여 전쟁 고아와 부상자, 장애인, 과부 등을 구호하는 사업을 했다. 3·1여성동지회 초대 회장을 지냈다.

## 생애
황애덕은 평안남도 평양 태생이며 유학자인 아버지 황석청(黃錫淸)의 딸로 태어났다. 이름인 애덕(愛德), 애시덕(愛施德)으로 에스터를 한글로 음차한 것이다. 황신덕은 1898년생으로 그의 여동생인데, 일설에는 1889년생인 그의 언니라는 설도 있다.
고향에서 한학을 배우다가 13세 때 평양 정진여학교(正進女學校) 3학년에 편입학하였다.

#### 수학과 교육 활동
1905년 정진여학교를 졸업한 후 경성부로 올라와 이화학당(梨花學堂) 중등부에 입학하여 1910년(융희 4년) 이화학당 중등부를 졸업하였다. 이화학당을 졸업하고 평양의 숭의여학교(崇義女學校) 교사로 근무하였으며, 그해 한일 합방이 터지자 학생들에게 민족정신을 고취하였고, 1913년 비밀결사 송죽회를 구성해 운영했다.
1913년 동료 교사 김경희(金敬喜), 교회 친구 안정석(安貞錫)과 더불어 비밀 여성학생 결사대인 송죽회(松竹會)를 조직하고, 애국사상이 깊던 학생들을 엄선하여 한글 교육과 국사 교육 등의 정신교육을 행하고 송죽회의 지부 설립과 연락망을 지도하면서 동시에 군자금과 물자를 마련하여 중국과 만주의 조선인 항일 독립 단체에 송금하였다.

### 유학과 독립 운동

#### 일본 유학 초반
1918년 선교사 홀의 권유로 일본으로 유학, 도쿄로 건너가 도쿄 여자의학전문학교에 입학하였다. 유학 중 김마리아, 나혜석(羅蕙錫), 현덕신(玄德信), 송복신(宋福信), 이은혜(異恩惠), 정자영(鄭子暎) 등과 함께 동경여자유학생회를 조직하여 일본 유학중인 조선인 여자 유학생간의 친목과 더불어 기독교 종교 활동, 배일사상 고취와 애국심 고양 등의 활동을 하였다.
1919년 도쿄여자의학전문학교 2학년 재학 중 그해 2월 8일의 2·8 독립 선언에 참여하였다. 1919년 1월부터 그는 조선인 여학생들을 찾아다니며 독립 선언에 참여할 것을 호소하였고, 1919년 2월 6일의 동경유학생회 총회 때까지 남녀는 만물의 두개의 수레바퀴와 같은 것이므로 독립운동에 여자들도 당연히 참여하여야 할 의무가 있다는 것과 여자도 국민이고 백성이라는 점을 들어 구국의 운동에 동참해야 함을 적극 역설하였다.

#### 2.8 독립 선언과 3.1 운동
2월 8일 2·8 독립 선언에 참가했다가 일본경찰에 잡혔다가 풀려났으며, 파리 강화회의에 한국인여성 대표의 참석을 보조하기 위해 몇명의 남녀 결사대원들을 데리고 국내에 잠입하여 활약했으나 실패하였다.
여성대표로는 신마실라(申麻實羅)가 선정되었는데, 황애덕과 단원들은 그의 여비 마련을 위하여 노파, 부랑자, 여성 잡부, 노숙자, 일본 여인 등으로 변장하여 각자 고향과 지역 연고지를 찾아 모금을 하였다. 그해 3월부터 전국적으로 3·1 만세 운동이 확산되자 국내에서 만세 운동에 참여하여 활동했다. 3월 19일 3·1 만세 운동 가담 혐의로 체포되었다가 5개월간 옥고를 치렀고, 1919년 9월에 가석방되었다.

#### 애국부인회 사건과 투옥
독립운동가들 외에도 많은 기독교인이 투옥되자, 그는 풀려난 뒤 김마리아, 오현관(吳玄觀), 오현주(吳玄洲), 김순애(金順愛), 이정숙(李貞淑) 등과 함께 이들 투옥, 재판중인 기독교계 독립운동가들과 그 가족을 도울 목적으로 대한애국부인회(회장 김마리아)에 참여, 애국부인회 총무직을 맡아 조직을 전국 규모로 확대하였다. 그 후 대한애국부인회와 대조선독립애국부인회(大朝鮮獨立愛國婦人會)와 통합 발족된 대한민국애국부인회(大韓民國愛國婦人會)가 출범하자 대한민국애국부인회 총무부장이 되었다. 그러나 밀정의 제보로 애국부인회의 실상이 일본 경찰에게 탐지되어 상해 임시정부로의 독립자금 모금과 송달을 하다 발각당하였다.
12월 애국부인회 조직이 적발된 대한민국애국부인회 사건으로 애국부인회 임원이 일제히 검거될 때 검거되어 대구경찰서로 넘어갔다. 이어 대구지방법원에서 징역 3년형을 선고받고 복역했다. 이로써 도쿄여자의학전문학교에는 복학하지 못하고 중퇴해야 했다.
재판 결과 징역 3년형을 선고받고 감옥생활을 하던 중 옥중 수감된 여성 죄수들을 선도 계몽하고 기독교 신앙인으로 입교시켰다. 1920년 형기 1년을 남기고 가출옥하였다.

### 도미 유학과 계몽 활동
가석방 후 이화학당 대학부에 3학년으로 다시 들어갔고, 농민·근로자 계몽 사업에 참여하였다. 1920년 이화학당 대학부(이화여자대학교의 전신)를 졸업하고 이화여자전문학교의 교사가 되었으며, 이화여전 기숙사 사감을 겸임하였다. 이후 미국으로 유학하여 김마리아, 박인덕 등과 함께 근화회를 조직해 활동했고, 귀국한 뒤로는 경성여자소비조합을 결성했다.
1925년 미국 컬럼비아 대학교 대학원에 입학, 교육학석사 학위를 받았다. 1925년 8월 서울을 떠나 미국으로 간 후, 시카고에서 가정부 일 등으로 학비와 생활비 등을 벌다가 너무 힘들어 친구 신마실라의 도움을 받고자 뉴욕으로 갔다가 한때 향수 장사 등을 하였다.
1928년 2월 뉴욕에서 김마리아, 윤원길, 박인덕 등의 미국 동부지역 여자 유학생들과 함께 근화회(槿花會)를 조직하였다. 임원진은 회장 김마리아, 총무 황에스터, 서기 이선행, 재무 남궁쪼애안, 실업부 황에스터, 안헬린, 윤원길, 교육부 김마리아, 김애회, 주영순, 사교부 김인덕, 림메리, 류동지 등으로 피선 구성되었다. 이 중 이선행은 김마리아의 정신여학교 후배 동창으로 곽대학에도 함께 다닌 바 있으며, 김인덕은 박인덕인 것이다.
1927년 근우회의 창립에 참여하였다. 1928년 귀국 후 농촌계몽사업과 여성계몽사업, 기독교 신앙전도 사업에 참여하였다. 그러나 1929년 무렵 김활란, 최활란(崔活蘭), 황에스더 등 일부 기독교 여성운동가들은 근우회에 '발을 끊은 상태'였다. 나중에 김활란은 '조직과 기관에 얽매지이 않고 개인적으로 교양사업에 주력'하자면서 '사상을 통일시키려는 것은 자연법칙에 위반'이라고 자기 행동을 해명했다.
1930년 혼인 후 조선총독부의 탄압을 피해 열차편으로 만주로 건너갔다. 이후 남편과 하얼빈으로 가서 일본인 농장에 취직, 농장에서 낮에는 일하고 밤에는 교포들에게 야학과 계몽 운동을 하였다.

### 해방 이후

#### 광복 직후
8·15 광복 후 이은혜, 김활란, 동생 황신덕 등 기독교계열 여성운동가들과 함께 독립촉성애국부인회를 결성하고 여성단체총연맹의 회장을 맡는 등 우익 여성단체에서 활동했다. 1945년 12월부터는 신탁통치 반대에 앞장섰고 1946년에는 여성단체협의회에 참여하여 여성 교육 문제, 여성의 참정권 문제 타결에 힘썼다. 제헌국회 총선에도 여성단체총연맹 소속으로 서울에서 출마했다가 낙선했다.

#### 생애 후반
1950년 미국에 체류 중 6.25 전쟁 소식을 접하였다. 6·25중 미국에 있었으므로 그는 미국내의 한인 교민사회를 찾아가 고국에 구호물품과 모금 활동을 하였고, 이후 미국내 12개주를 순방하여 구호품을 수합하여 조국으로 보냈다.
1952년 이후 전쟁 부상자와 장애인, 미망인과 고아들, 이재민 등에 대한 기술 지도를 위해 한미기술학교를 설립했고, 전쟁 부상자와 장애인, 과부와 고아들, 이재민에 대한 구호, 지원 사업, 직업훈련 지원과 알선 활동을 추진했다. 1960년 3월 1일 중앙여자고등학교 주최 3·1운동선도자 제1회 찬하회를 주관하였다. 1963년 대통령 표창이 수여되었다.
그 뒤 1967년에는 3.1 운동과 2.8 독립 선언 등에 참여한 여성 독립운동, 여성운동 동지들을 규합하여 3·1여성동지회 초대 회장을 지냈다.

### 사후
1971년 8월 24일 경기도 부평에서 사망하였다. 1977년 건국포장이 추서되고, 1990년 건국훈장 애국장이 추서되었다.

## 상훈
- 1963년 대통령 표창
- 1977년 건국포장
- 1990년 건국훈장 애국장

## 가족 관계
- 아버지 : 황석청
- 어머니 :
  - 자매 : 황신덕
    - 이질 : 임형빈

## 역대 선거 결과
| 실시년도 | 선거  | 대수 | 직책     | 선거구    | 정당           | 득표수  | 득표율         | 순위 | 당락 | 비고 |
| -------- | ----- | ---- | -------- | --------- | -------------- | ------- | -------------- | ---- | ---- | ---- |
| 1948년   | 총선  | 1대  | 국회의원 | 서울 중구 | 여성단체총연맹 | 4,253표 | \| \| 6.50% \| | 5위  | 낙선 |      |
|          | 6.50% |      |          |           |                |         |                |      |      |      |

## 같이 보기
- 황신덕
- 3.1 운동
- 3·1여성동지회
- 김활란
- 나혜석
- 박인덕
- 임영신
- 차미리사

## 참고 문헌
- 국가보훈처, 『대한민국독립유공인물록』(국가보훈처, 1997)
- 3·1여성동지회, 『한국여성독립운동사』(3·1여성동지회, 1990)
- 중앙여자고등학교, 『구원(久遠)의 횃불』(중앙여자고등학교 출판부, 1971)